# Литовцы в США
Литовские американцы — жители США, имеющие полное или частичное литовское происхождение.

## История
Считается, что литовская эмиграция в США началась в XVII веке, когда Александр Курциус прибыл в Новый Амстердам (современный Нью-Йорк) в 1659 году и стал первым учителем-администратором латинской школы.

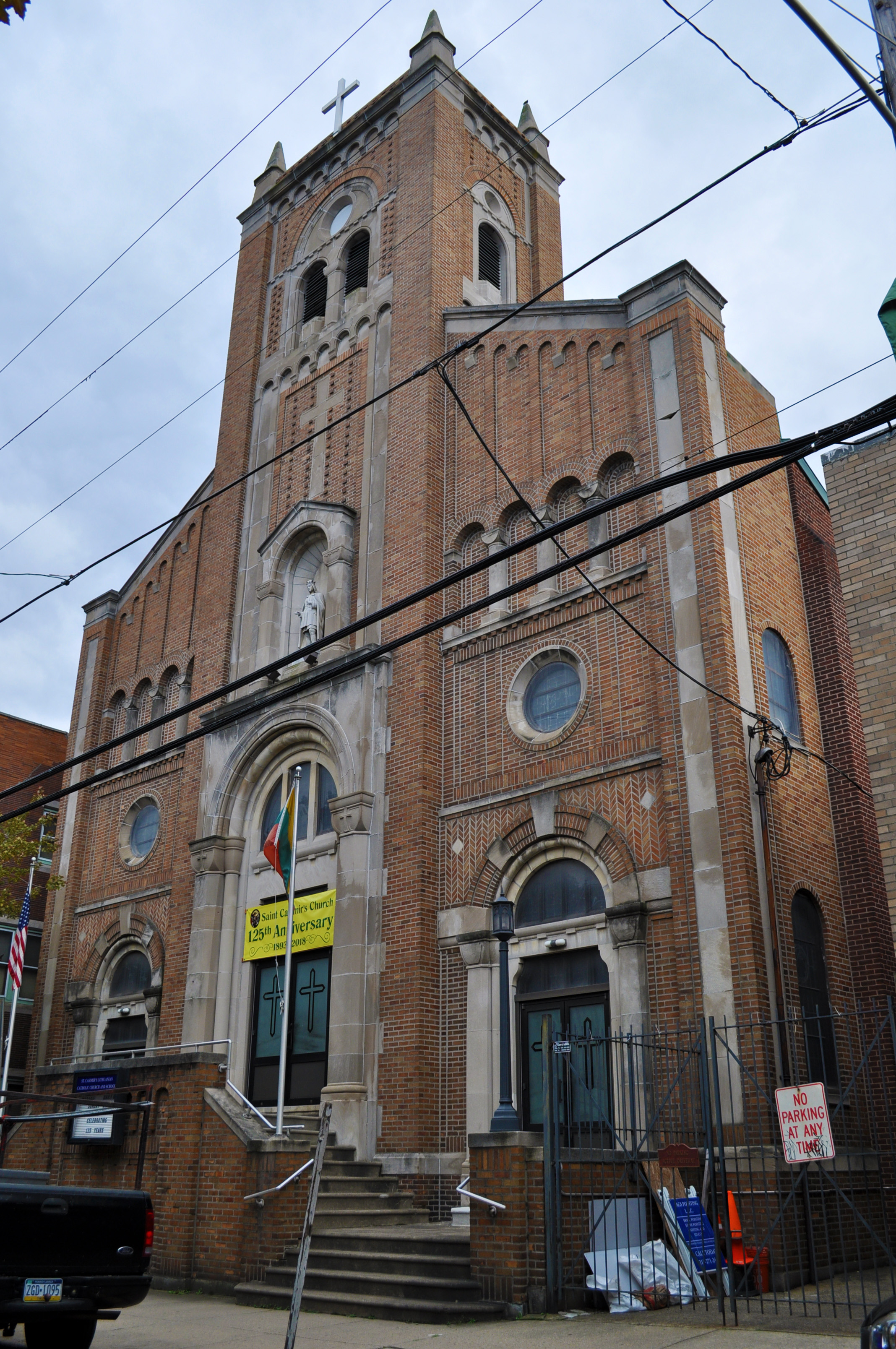
Литовская католическая церковь Св. Казимира в Филадельфии

После раздела Речи Посполитой в 1795 году большая часть Литвы была включена в состав Российской империи. Начало индустриализации и коммерческого сельского хозяйства, основанного на реформах Столыпина, а также отмена крепостного права в 1861 году освободили крестьян и превратили их в рабочих-мигрантов. Давление индустриализации, запрет литовской прессы, общее недовольство и бедность вынудили многих литовцев, особенно после голода 1867-1868 годов. Поскольку Литвы как страны в то время не существовало, люди, прибывшие в США, были записаны как поляки, немцы, либо русские; более того, из-за языкового запрета в Литве и преобладания польского языка в то время, их литовские имена транскрибировались не так, как они были бы сегодня. В результате информация о литовской иммиграции до 1899 года была недоступна, так как прибывающие литовцы не были зарегистрированы как литовцы. Только после 1918 года, когда Литва объявила о своей независимости, иммигранты в США начали регистрироваться как литовцы. Эта первая волна литовских иммигрантов в Соединённые Штаты прекратилась, когда Конгресс США принял Закон о чрезвычайных квотах в 1921 году, за которым последовал Закон об иммиграции 1924 года. Этот закон был направлен на ограничение въезда жителей Восточной и Южной Европы, которые начали массово въезжать в страну начиная с 1890-х годов.
Вторая волна литовцев эмигрировала в США в результате событий, связанных со Второй мировой войной – советской оккупацией Литвы в 1940 году и последовавшей за ней нацистской оккупацией в 1941 году. После окончания войны и последующей повторной оккупации Литвы Советским Союзом этим перемещённым лицам было разрешено иммигрировать из лагерей беженцев в Германии в Соединённые Штаты и подать заявление на получение американского гражданства благодаря специальному акту Конгресса, который обошел систему квот, действовавшую до 1967 года. Закон о перемещённых лицах 1948 года в конечном итоге привел к иммиграции примерно 36 000 литовцев. До этого квота на гражданство составляла всего 384 литовца в год.
Литовские американцы сегодня всё ещё были относительно небольшой этнической группой в 1990 году, поскольку, согласно переписи населения США, насчитывалось 842 209 американцев литовского происхождения; из них 30 344 были иностранцами, а 811 865 родились в Соединённых Штатах. Пятью штатами с наибольшим населением американцев литовского происхождения в 1980 и 1990 годах (в порядке убывания) были Иллинойс, Пенсильвания, Нью-Йорк, Массачусетс и Калифорния.
Иммиграция литовцев в США возобновилась после того, как Литва восстановила свою независимость в 1990 году. Эта волна иммиграции в последнее время пошла на убыль в связи с ужесточением иммиграционных требований США, а вступление Литвы в ЕС сделало такие страны, как Ирландия и Соединённое Королевство, более доступным вариантом для потенциальных литовских эмигрантов.

## Цели эмиграции

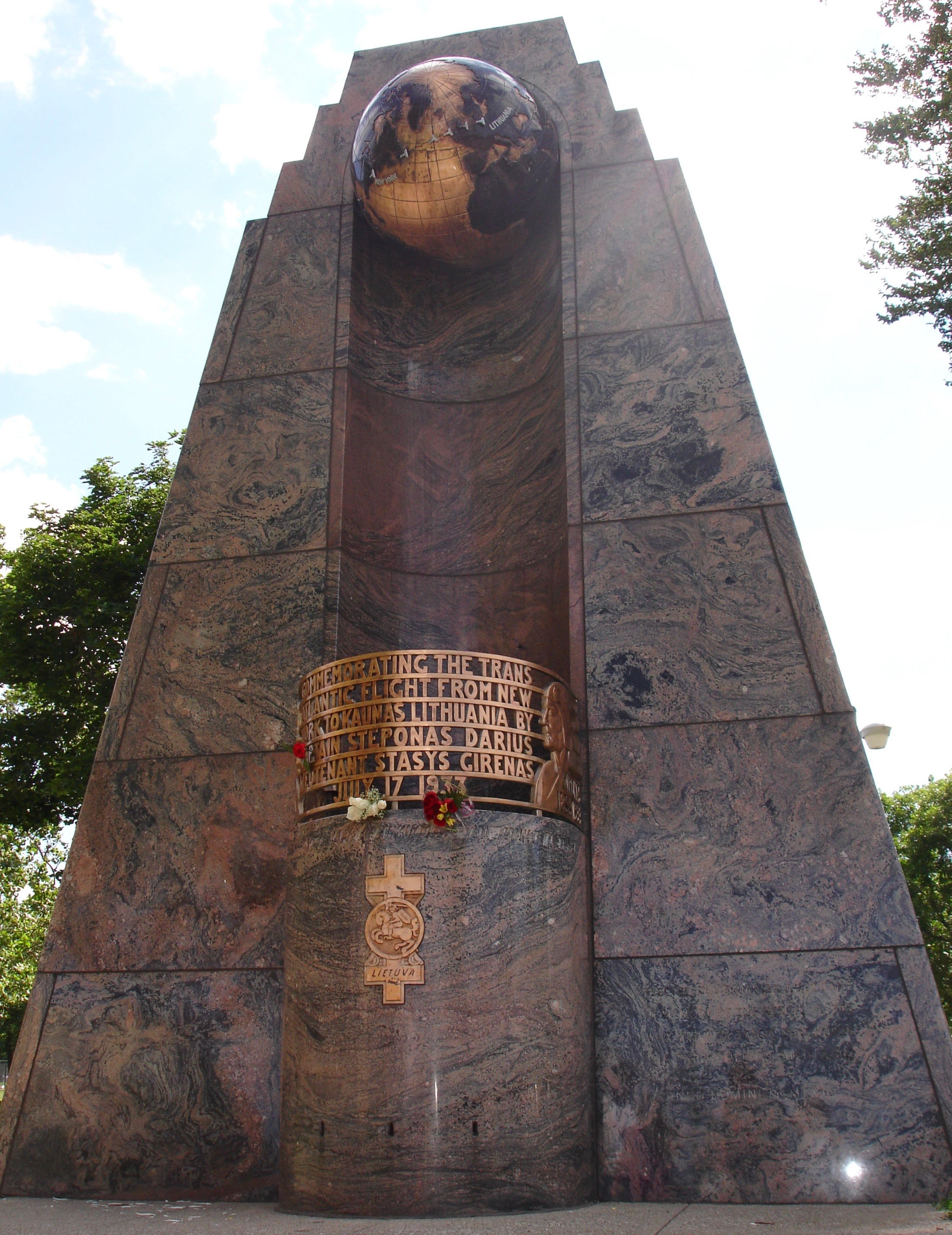
Памятник американским лётчикам литовского происхождения С. Дарюсу и С. Гиренасу в Чикаго

В конце XIX века литовцы отличались от большинства групп иммигрантов в Соединённых Штатах несколькими способами. Они переехали в США не только для того, чтобы избежать нищеты, но и для того, чтобы избежать жестоких религиозных, политических и национальных преследований, а также обязательной военной службы в российской армии. Они не планировали оставаться насовсем и «американизироваться». Вместо этого они намеревались временно пожить в США, чтобы заработать денег, инвестировать в недвижимость и дождаться подходящей возможности вернуться в Литву.
Американские работодатели считали, что литовские иммигранты, как и поляки, лучше подходят для тяжелого физического труда на угольных шахтах, скотобойнях и сталелитейных заводах, особенно на начальных стадиях производства стали. Следовательно, литовские мигранты были наняты для работы на угольных шахтах Пенсильвании и в тяжелой промышленности (сталелитейные заводы, чугунолитейные заводы, скотобойни, нефтеперерабатывающие и сахарные заводы) на северо-востоке Соединенных Штатов, а также в следующих городах: Чикаго, Питтсбург, Детройт, Буффало, Милуоки и Кливленд. В Иллинойсе, штате с наибольшим населением американцев литовского происхождения, иммигранты «первой волны» также создали значимые общины в Рокфорде и угледобывающих общинах Вествилла, Спрингфилда (Оберн, Вирден, Бенлд), Восточного Сент-Луиса, а также Западного Франкфурта и Ледфорда на крайнем юге Иллинойса. Одной из жертв знаменитой забастовки в Херрине, штат Иллинойс, был шахтер по имени Каспер из Чикаго, вероятно, литовский иммигрант.
Так называемая «вторая волна» эмиграции после Второй мировой войны сильно отличалась от предыдущей волны. Люди, отправившиеся в США, бежали, чтобы избежать советских репрессий, которые были направлены против определенных социальных групп, считавшихся «врагами государства». Многие из этих людей составляли политическую, экономическую и интеллектуальную элиту довоенной Литвы и, следовательно, были в конечном счете более квалифицированы для поиска лучшей работы в США после стажировки в США, часто получаемой в вечерней школе во время работы на заводе. Следовательно, хотя некоторые по-прежнему ограничивались работой на заводах в Детройте или Чикаго, многие литовцы сделали карьеру в инженерном деле, медицине или образовании. Из-за безжалостного притеснения католического духовенства и религиозных орденов советскими властями некоторые священнослужители преимущественно католической Литвы также переехали в Америку.

## Расселение
В Чикаго проживает самая большая литовская диаспора в США, и примерно 100 000 само-идентифицирующихся этнических литовцев имеют самое большое население литовцев среди всех муниципалитетов за пределами самой Литвы. Многие литовские беженцы поселились в Южной Калифорнии после Второй мировой войны; они составляют одну из общин в Лос-Анджелесе.

### Литовские американцы по штатам
Штаты с наибольшим литовско-американским населением:
| № | Город        | Население |
| - | ------------ | --------- |
| 1 | Иллинойс     | 87 294    |
| 2 | Пенсильвания | 78 330    |
| 3 | Калифорния   | 51 406    |
| 4 | Массачусетс  | 51 054    |
| 5 | Нью-Йорк     | 49 083    |